# Bistum Saint-Hyacinthe
Das Bistum Saint-Hyacinthe (lateinisch Dioecesis Sancti Hyacinthi, französisch Diocèse de Saint-Hyacinthe) ist eine in Kanada gelegene römisch-katholische Diözese mit Sitz in Saint-Hyacinthe.

## Geschichte
Das Bistum Saint-Hyacinthe wurde am 8. Juni 1852 durch Papst Pius IX. aus Gebietsabtretungen des Bistums Montréal und des Erzbistums Québec errichtet. Am 28. August 1874 gab das Bistum Saint-Hyacinthe Teile seines Territoriums zur Gründung des Bistums Sherbrooke ab.
Das Bistum Saint-Hyacinthe ist dem Erzbistum Sherbrooke als Suffraganbistum unterstellt.

## Bischöfe von Saint-Hyacinthe
- 1852–1860 John Charles Prince
- 1860–1866 Joseph La Rocque
- 1866–1875 Charles La Rocque
- 1875–1901 Louis-Zéphirin Moreau
- 1901–1905 Maxime Decelles
- 1905–1923 Alexis-Xyste Bernard
- 1924–1942 Fabien-Zoël Decelles
- 1942–1967 Arthur Douville
- 1967–1979 Albert Sanschagrin OMI
- 1979–1998 Louis-de-Gonzague Langevin MAfr
- 1998–2017 François Lapierre PME
- 2017–0000 Christian Rodembourg MSA